# Cell (zenész)
Alexandre Scheffer (1974 körül) francia zenész, zeneszerző, hangzástervező, aki elsősorban ambient és downtempo stílusban alkot. Cell művésznéven hat nagylemezt készített; ezeken kívül közreműködött Koizumi Hidetosival (Connect.Ohm-ként), az E.L.E.A. projekttel (Atlantis Concept-ként), Emmanuel Magonnal (Elephant & Castle-ként), és Damien Coulaux-szal (Clever-ként). Művei számos válogatásalbumra felkerültek.

## Életrajza
Zenész családból származott, édesanyja zongorista, édesapja dobos volt. Szüleitől már 10 éves korában, 1984-ben kapott egy Roland Juno-106 szintetizátort, 13 évesen pedig beiratkozott a chambéryi zeneiskola dzsessz szakára. Kamaszkorában több együttesben játszott billentyűsként, és közreműködött hangszerelőként. A Kraftwerk, Tangerine Dream és mások által ihletve fokozatosan az elektronikus zene felé fordult, és a popzene és az elektronikus zene ötvözésével foglalkozott. Hangmérnöki tanulmányok elvégzése után reklámok, rövidfilmek, divatbemutatók számára komponált zenét.
2001-től alkot Cell művésznév alatt; ekkor jelentek meg első ambient számai az újonnan alapított Ultimae Records lemezkiadó Fahrenheit Project válogatásalbumain. Első nagylemeze a tibeti témájú Phonic Peace ethno-chillout album; ezt több élő felvétel követte, majd 2009-ben érkezett az újabb stúdióalbum, a Hanging Masses. 2012-ben a Hybrid Leisureland művésznéven alkotó Koizumi Hidetosival Connect.Ohm név alatt közreműködve elkészítette 9980 című nagylemezét.

## Diszkográfia

### Szólóalbumok
- Phonic Peace (2005)
- Live at Glade Festival (2007)
- Live at Kumharas (2007)
- Ketama Live (2008)
- Hanging Masses (2009)
- Live in Corfu (2020)

### Közreműködések
- 9980 (Koizumi Hidetosival, Connect.Ohm-ként; 2012)